# Fight
Fight foi uma banda estadunidense de heavy metal e groove metal, criada em meados de 1993, no Arizona, por Rob Halford, após sua saída do Judas Priest. Para o posto de baterista, levou consigo Scott Travis, do Judas Priest, que também continuou como baterista do Priest. Integravam a banda inicialmente, ainda, Russ Parrish (guitarra), Brian Tilse (guitarra e teclado) e Jack "Jay Jay" (baixo).
A proposta musical do Fight era bastante diferente daquela do Judas Priest. Consistia numa mistura do heavy metal clássico forjado pelo Judas Priest com o metal de bandas contemporâneas como o Pantera (comumente descrito como groove metal). Embora apresentasse uma sonoridade à qual os fãs do Priest não estavam acostumados, o álbum de estréia do Fight, War of Words, foi bem recebido pelo público e pela crítica, fazendo considerável sucesso.

## Integrantes
Última formação
- Rob Halford - vocal (1993-1995)
- Mark Chaussee - guitarra
- Brian Tilse - guitarra
- Jay Jay Brown - baixo (1993-1995)
- Scott Travis - bateria (1993-1995)

## Discografia
Álbuns de estúdio
- 1993 – War of Words
- 1995 – A Small Deadly Space

Compilação
- 1994 – Mutations
- 2007 – K5 – The War of Words Demos

Box
- 2008 – Into the Pit

## Videografia
- 2007 – War of Words – The Film